# Dark Ages
Dark Ages is het vijfde album van de Amerikaanse metalband Soulfly. Het album is uitgebracht in 2005. In tegenstelling tot het overheersende groovemetal- en nu metal-geluid van de voorgaande albums heeft dit album een zwaar death-/thrashmetal-geluid. Veel mensen bestempelde het album daarom ook als een "return to form" van Max Cavalera, duidend op Beneath The Remains en Arise van zijn vorige band Sepultura, twee zeer bekende death-/thrashmetal albums die Cavalera een van de populairste thrashmetal-artiesten aller tijden hebben gemaakt.

## Tracks
1. "The Dark Ages"
2. "Babylon"
3. "I and I"
4. "Carved Inside"
5. "Arise Again"
6. "Molotov"
7. "Frontlines"
8. "Innerspirit"
9. "Corrosion Creeps"
10. "Riotstarter"
11. "Bleak"
12. "The) March"
13. "Fuel the Hate"
14. "Staystrong"
15. "Soulfly V"

## Bezetting van de band tijdens opname
- Max Cavalera
- Bobby Burns
- Joe Nuñez
- Marc Rizzo